# ۲۰۵۶ (میلادی)
۲۰۵۶ (میلادی) ۲۰۵۶مین سال تقویم میلادی است.

## درگذشتگان
‎